# Prinzessin Trulala
Prinzessin Trulala è un film muto del 1926 diretto da Erich Schönfelder con la supervisione di Richard Eichberg.

## Produzione
Il film fu prodotto da Richard Eichberg per la Eichberg-Film GmbH (Berlin).

## Distribuzione
Distribuito dalla Süd-Film, il film fu presentato in prima il 14 aprile 1926 al cine teatro Alhambra di Berlino.